# Onthophagus cruentatus
Onthophagus cruentatus là một loài bọ cánh cứng trong họ Bọ hung (Scarabaeidae).